# Affaire de Nancy

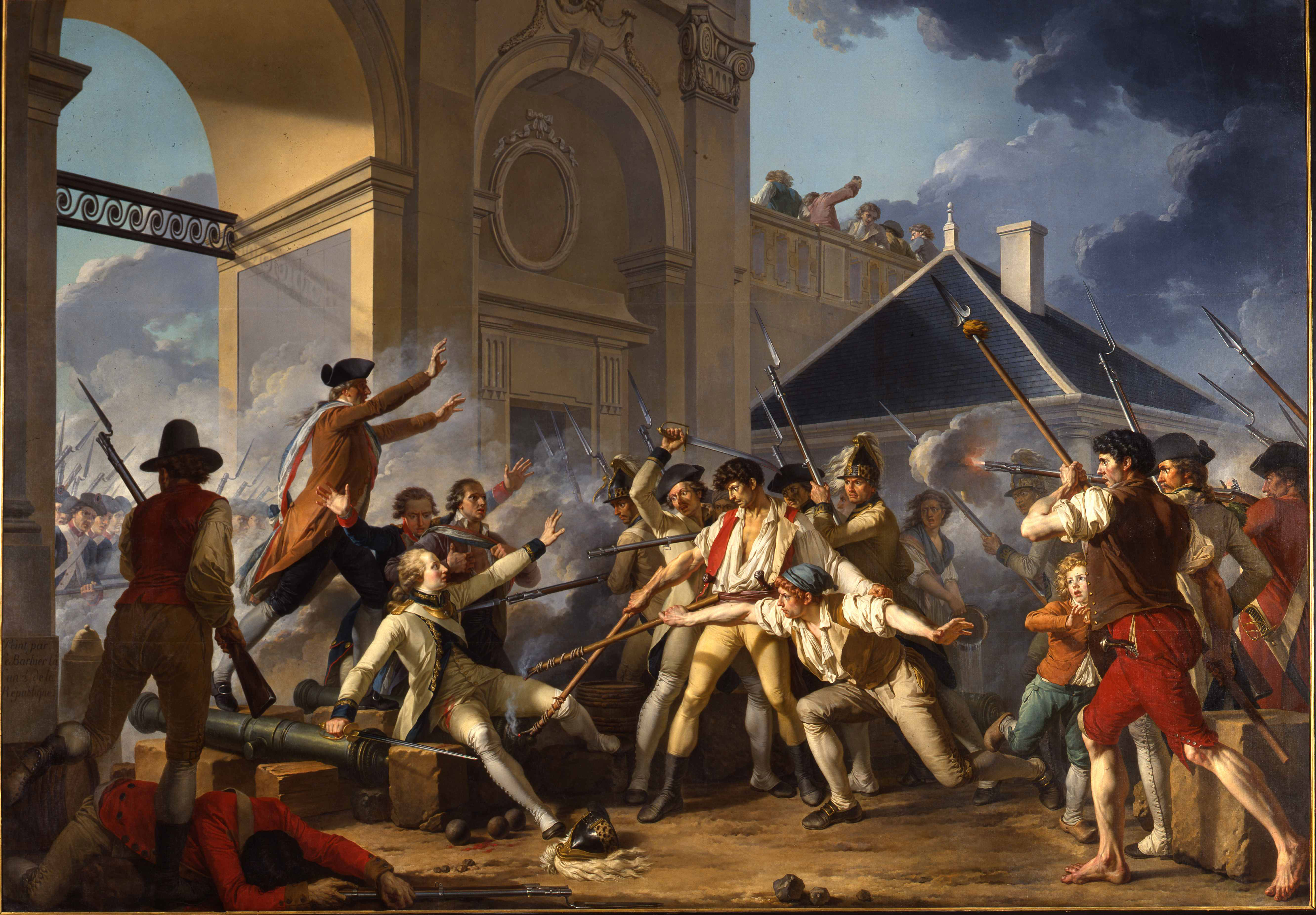
Le Courage héroïque du jeune Désilles, le 31 août 1790, à l'affaire de Nancy, Le Barbier, 1794 (Musée de la Révolution française, Vizille).

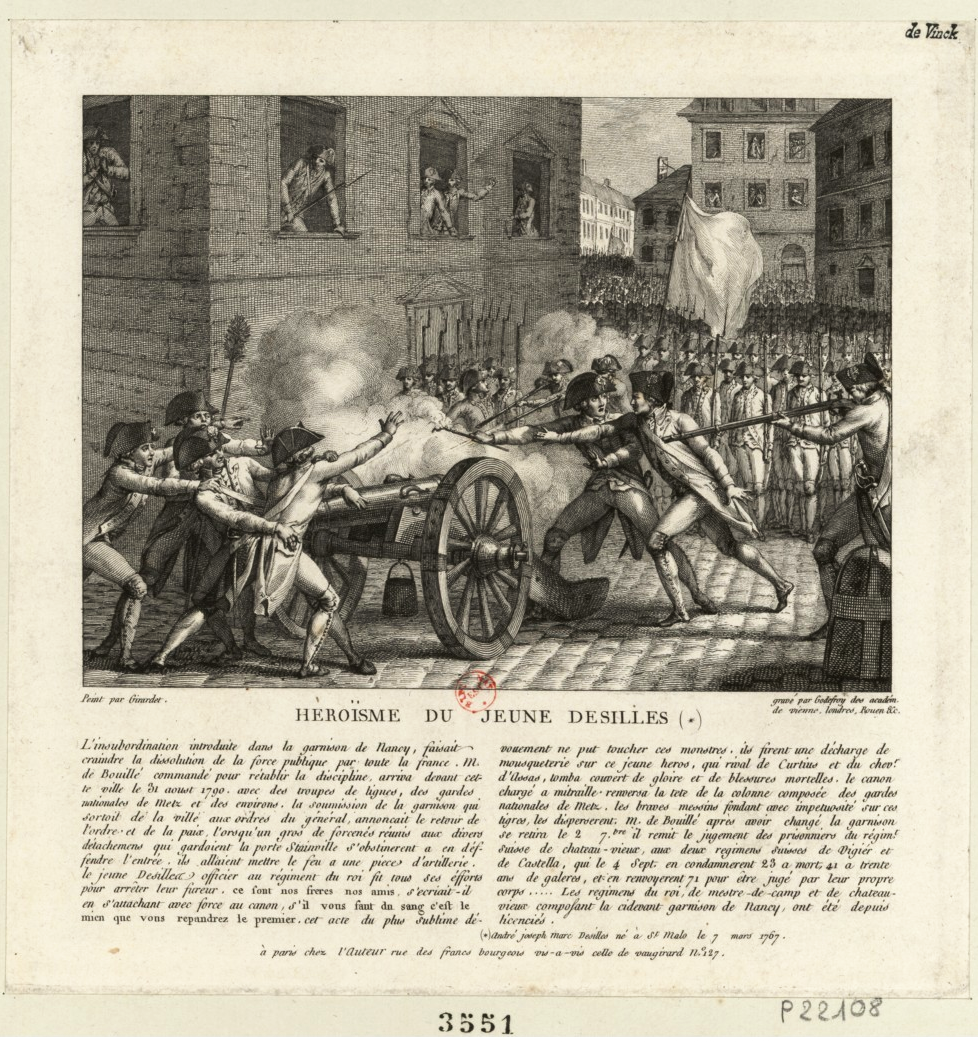
Héroïsme du jeune Desilles, Girardet (dessinateur) et Godefroy (graveur), 1791.

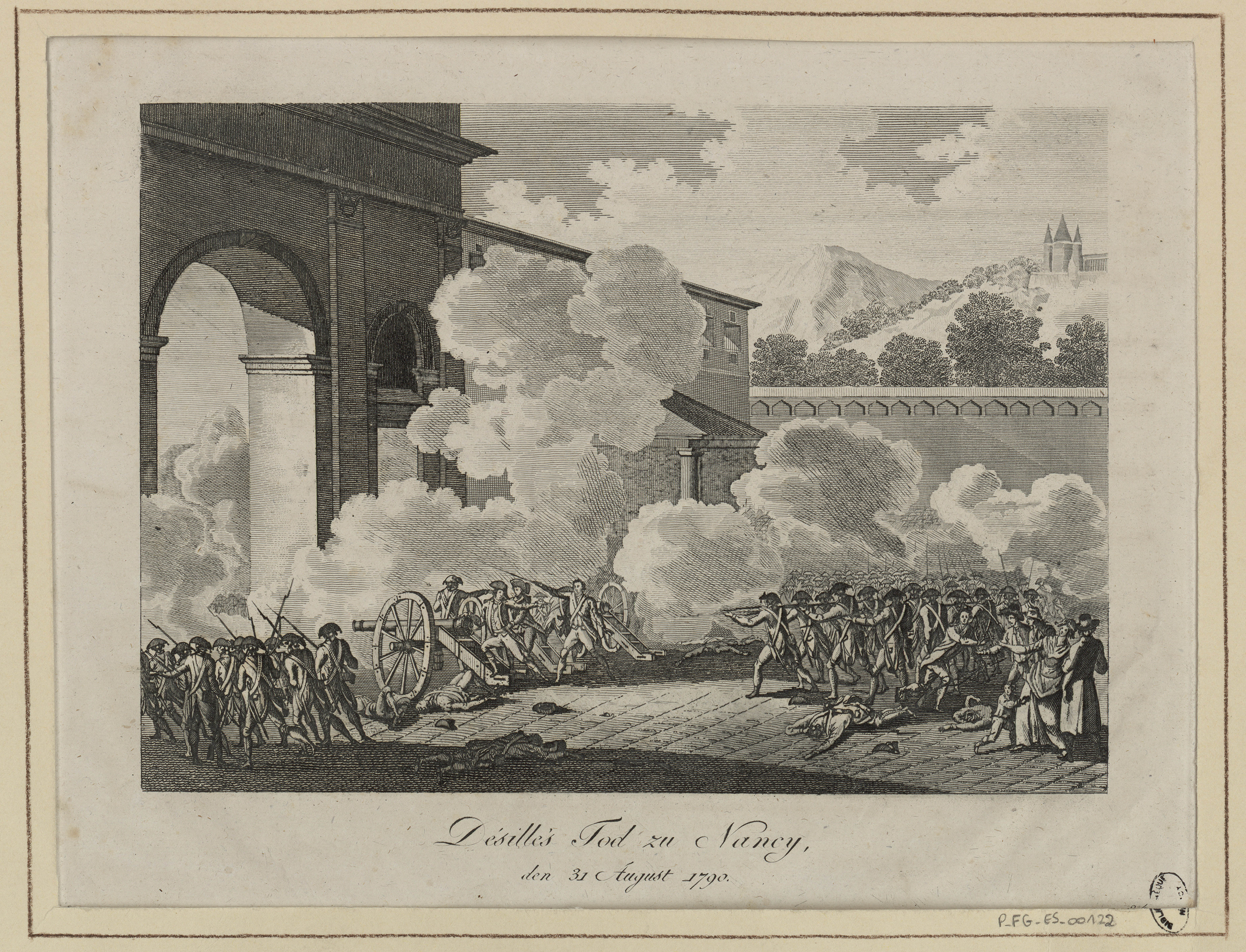
Affaire de Nancy. Mort de Désille, le 31 aoust 1790, Prieur (dessinateur) et Berthault (graveur), 1802.

L’affaire de Nancy est une mutinerie de la garnison de la ville de Nancy, qui eut lieu pendant la Révolution française, du 5 au 31 août 1790.
L'officier André Désilles y trouve la mort.

## Contexte
Depuis 1789, une insubordination plus ou moins larvée affecte l'ensemble de l'armée française : avancement et soldes sont bloqués, royalistes et jacobins s'affrontent parmi les officiers.
À partir du 5 août 1790, la garnison de Nancy connait à son tour une rébellion, les soldats se persuadant que les officiers les volaient en raison de l'absence de décomptes relatifs à certaines retenues sur leur solde ; alors que les retenues pour linge et chaussures faisaient l'objet d'un décompte tous les quatre mois.
La garnison de Nancy est composée du régiment du Roi, du régiment suisse de Châteauvieux et du régiment Mestre de Camp Général cavalerie.
Elle réclamait sa solde et avait emprisonné ses officiers dont le général de Malseigne, envoyé depuis Besançon par La Fayette pour rétablir l'ordre. 

## Combats
Le 16 août 1790, La Tour du Pin fait voter par l'Assemblée nationale un décret qui « règle les mesures à prendre pour la punition des instigateurs et fauteurs des excès commis par les régiments en garnison à Nancy ». Le 18 août, La Fayette donne l'ordre de réprimer la révolte ; pour faire un exemple. 
Le marquis de Bouillé, gouverneur des Trois-Évêchés, la soumet après un combat de rues de quelques heures le 31 août 1790. Il dispose pour cette opération de :
- 200 grenadiers et chasseurs du régiment d'Auxerrois,
- 200 grenadiers et chasseurs du régiment d'Auvergne,
- 2 bataillons du régiment Suisse de Castella (800 hommes),
- 1 bataillon du régiment Suisse de Vigier (470 hommes),
- 1 bataillon du Royal-Liégeois (350 hommes),
- 500 hommes de la garde nationale de Metz,
- 300 hommes de la garde nationale de Pont-à-Mousson,

soit un total de 2 820 hommes d'infanterie et 8 pièces d'artillerie ;
- 3 escadrons du Royal Normandie (340 cavaliers),
- 2 escadrons de Royal Allemand (240 cavaliers),
- 2 escadrons de Lauzun Hussards (200 cavaliers),
- Détachement de Royal Dragons (200 cavaliers),
- Détachement de Monsieur Dragons (200 cavaliers),
- Détachement de Condé Dragons (200 cavaliers),
- Détachement des Chasseurs du Hainaut (100 cavaliers),

soit au total 1 480 chevaux.
Les combats auront fait trois cents morts et blessés.

## Sacrifice de Désilles

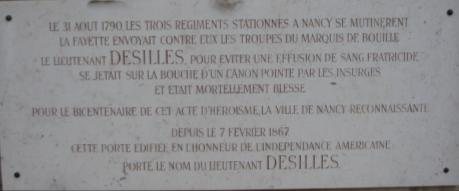
Plaque commémorative sur la porte Désilles.

Près de la porte Stainville, l'officier André Désilles s'interpose entre ses soldats mutinés et les troupes de Bouillé, tentant d'éviter la mise à feu des canons. Il mourra deux mois plus tard de ses blessures.

## Répression
Conformément aux traités encadrant l'engagement des soldats suisses, un conseil militaire composés d'officiers des régiments de Castella et de Vigier et présidé par le lieutenant-colonel François Joseph de Girardier est formé pour instruire l'accusation de vol et de rébellions armées contre 138 soldats suisses du Régiment de Châteauvieux. Dans un premier temps, tous sont condamnés à mort mais la sentence est revue, et le 4 septembre : deux soldats qui sont parvenus à s'échapper sont condamnés par contumace ; 72 sont emprisonnés ; 41 sont condamnés à trente ans de travaux forcés ; 22 sont pendus. Enfin, l'un des cinq membres du comité des rebelles, un Genevois nommé André Soret, est condamné au supplice de la roue ; il est vraisemblablement le dernier à subir ce supplice en France[réf. nécessaire].
Les peines furent très inégalement réparties entre les trois régiments concernés : toutes les exécutions et les galères furent appliquées exclusivement aux membres du régiment suisse, tandis que les deux régiments français furent purement et simplement dissous.

## Conséquences
Ces évènements ont un écho important à Paris. Jean-Paul Marat publie un pamphlet L'Affreux réveil, avec les Jacobins il prend le parti des insurgés. Mais dans un premier temps ce sont les troupes de Bouillé qui sont célébrées et l'Assemblée nationale commande à Jean-Jacques Le Barbier un tableau commémoratif. Le 20 septembre une fête funèbre est organisée au Champ de Mars, en l'honneur des citoyens de la garde nationale morts à Nancy. On organise de nombreuses autres cérémonies partout en France. Deux pièces de théâtre sont montées à Paris : le 15 octobre Le nouveau d'Assas  de Jean-Élie Bédéno Dejaure et Henri Montan Berton et le 3 décembre le tombeau de Désilles par Desfontaines-Lavallée.
Le 21 octobre 1790, le régiment de Lauzun hussards, impliqué dans la répression de la mutinerie de Nancy, est cette fois l'auteur d'une « affaire de Belfort » lors de laquelle des officiers avinés parcourent la ville en criant « vive le roi, vivent les aristocrates, vive la canaille, au f. la nation ».
L'épisode de Nancy renforce le prestige de Bouillé sur les royalistes et convainc Louis XVI de la nécessité de quitter Paris, ce qui aboutira à la fuite de Varennes. Après cet épisode l'opinion bascule en faveur des insurgés.
En 1791, Jean-Marie Collot d'Herbois défend les mutins qui ont été condamnés aux travaux forcés et obtient leur réhabilitation. En 1792, après une marche de 25 jours depuis le bagne de Brest, ils arrivent à Paris où une « fête de la Liberté » est organisée en leur honneur le 15 avril. Leur bonnet rouge de bagnard, assimilé par la population parisienne au bonnet phrygien, devient un emblème de la République.

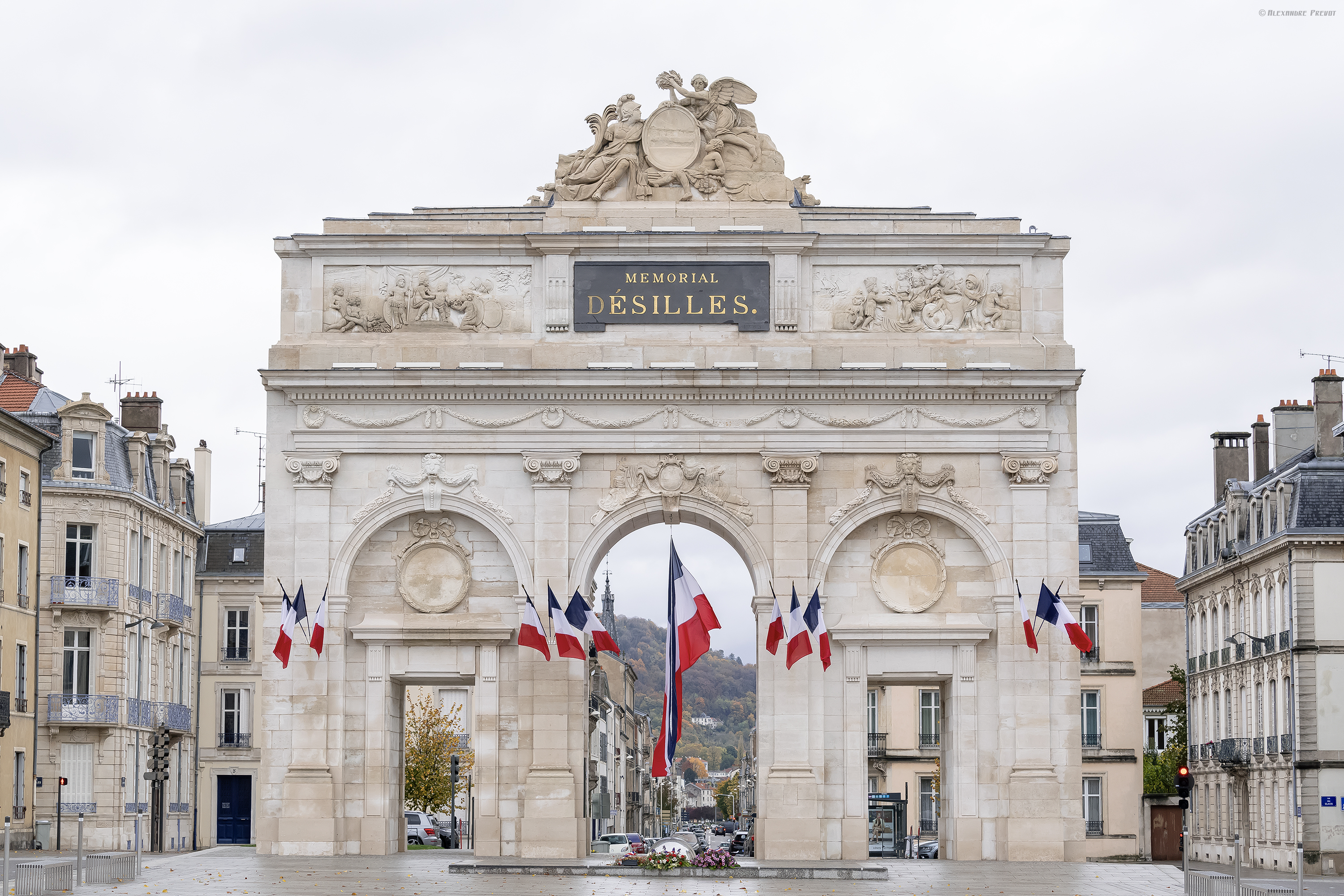
Porte Désilles à Nancy.

En 1867, la porte Stainville de Nancy, initialement édifiée en l'honneur de l'indépendance américaine, est renommée porte Désilles.

#### Sources anciennes
- Adrien Pascal, Histoire de l’armée et de tous les régiments depuis les premiers temps de la monarchie jusqu’à nos jours, t. 2, Paris, Dutertre, 1860 (BNF 34081001), p. 251–254 [lire en ligne].
- Xavier Maire, Histoire de l'affaire de Nancy, 1790, épisode de la Révolution, Nancy et Paris, Maubon et Techener, 1861, VII-220 p. (BNF 30862745, lire en ligne).

#### Sources contemporaines
- Aline Cordani, « Metz et l'« affaire » de Nancy », Les Cahiers lorrains, Société d'histoire et d'archéologie de la Lorraine, nos 2-3-4,‎ 1989, p. 141–171 (lire en ligne).
- Pascal Corpart, « Fête émeutière, fête populaire : Nancy en août 1790 », Les Cahiers lorrains, Société d'histoire et d'archéologie de la Lorraine, nos 2-3-4,‎ 1989, p. 173–177 (lire en ligne).
- Éric Hartmann, chap. 8 « Une affaire à Nancy », dans La Révolution française en Alsace et en Lorraine, Paris, Perrin, 1990, 560 p. (ISBN 2-262-00755-1), p. 187–207 [lire en ligne].
- Éric Hazan, chap. V « Le massacre de Nancy, la fuite à Varennes, le massacre du Champ-de-Mars, la répression (juillet 1790 - septembre 1791) : 1. Révolte et répression à Nancy », dans Une histoire de la Révolution française, Paris, La Fabrique, 2012, 405 p. (ISBN 978-2-35872-038-0 et 978-2-35872-148-6), p. 111–134 [lire en ligne] [lire en ligne].
- Stefan Lemny, « Un dernier monitoire sous la révolution (affaire de Nancy, 1790) », Annales historiques de la Révolution française, no 406,‎ 2021, p. 177–189 (lire en ligne).
- François Pupil, « Le dévouement du chevalier Désilles et l'affaire de Nancy en 1790 : Essai de catalogue iconographique », Le Pays lorrain, no 2, 57e année,‎ 1976, p. 73–110 (lire en ligne).
- Jean Theveny, L'affaire de Nancy : août 1790, Saint-Denis, Édilivre, 2015, 437 p. (ISBN 978-2-332-85919-8).
- Compte rendu à leur souverains par Messieurs les officiers du régiment de Castella. Rapport envoyé à la Diète Helvétique 1790.
- Compte rendu à leur souverains par MM. les officiers du régiment de Lullin de Chateauvieux, des mouvements de sédition & de rébellion qui ont eu lieu dans ledit Régiment, depuis le 10 jusqu'au 31 août 1790. Rapport envoyé à la Diète Helvétique, 1790.